# Europäische Schule Culham
Die Europäische Schule Culham in Oxfordshire war die einzige Europäische Schule in Großbritannien. Sie hatte zuletzt etwa 900 Grund- und Sekundarschüler, die in fünf Sprachsektionen unterrichtet wurden. Zum 31. August 2017 wurde sie aufgelöst.
Sie wurde 1978 für Kinder der Wissenschaftler, die am Joint European Torus (JET) bei Culham arbeiteten, gegründet. Im September 1979 trat zu dem internationalen Kindergarten und der Grundschule mit fünf Sprachsektionen die Sekundarschule mit ebenfalls fünf Sprachsektionen hinzu. Erst bei dieser Gelegenheit wurde die Schule offiziell vom damaligen Präsidenten der Europäischen Kommission Roy Jenkins eröffnet. Der erste Direktor der Schule war Derrik Hurd aus Großbritannien. Der zweite Direktor war ab 1987 der frühere Grönlandminister Tom Høyem aus Dänemark, es folgte Simon Sharron (Großbritannien).
Die Schule lag auf dem Gelände des 1852 des Bischofs von Winchester Samuel Wilberforce gegründeten Lehrerseminars Culham College und nutzte auch die historischen Gebäude, die im neugotischen Stil errichtet wurden.
Nachdem das JET/EFDA Projekt 2017 ins französische Cadarache verlegt wurde (ITER), wurde die Schule zum 31. August 2017 geschlossen. Seither werden somit keine Schüler mehr unterrichtet, die Abwicklung vor Ort fand noch bis zum 31. Mai 2018 statt.
Schon ab September 2012 wurde auf Elterninitiative hin die Europa School UK eröffnet, die zum weiteren Kreis der Europäischen Schulen gehört. Ab September 2017 konnten alle Schüler in die anerkannte „Europa School UK“ wechseln.

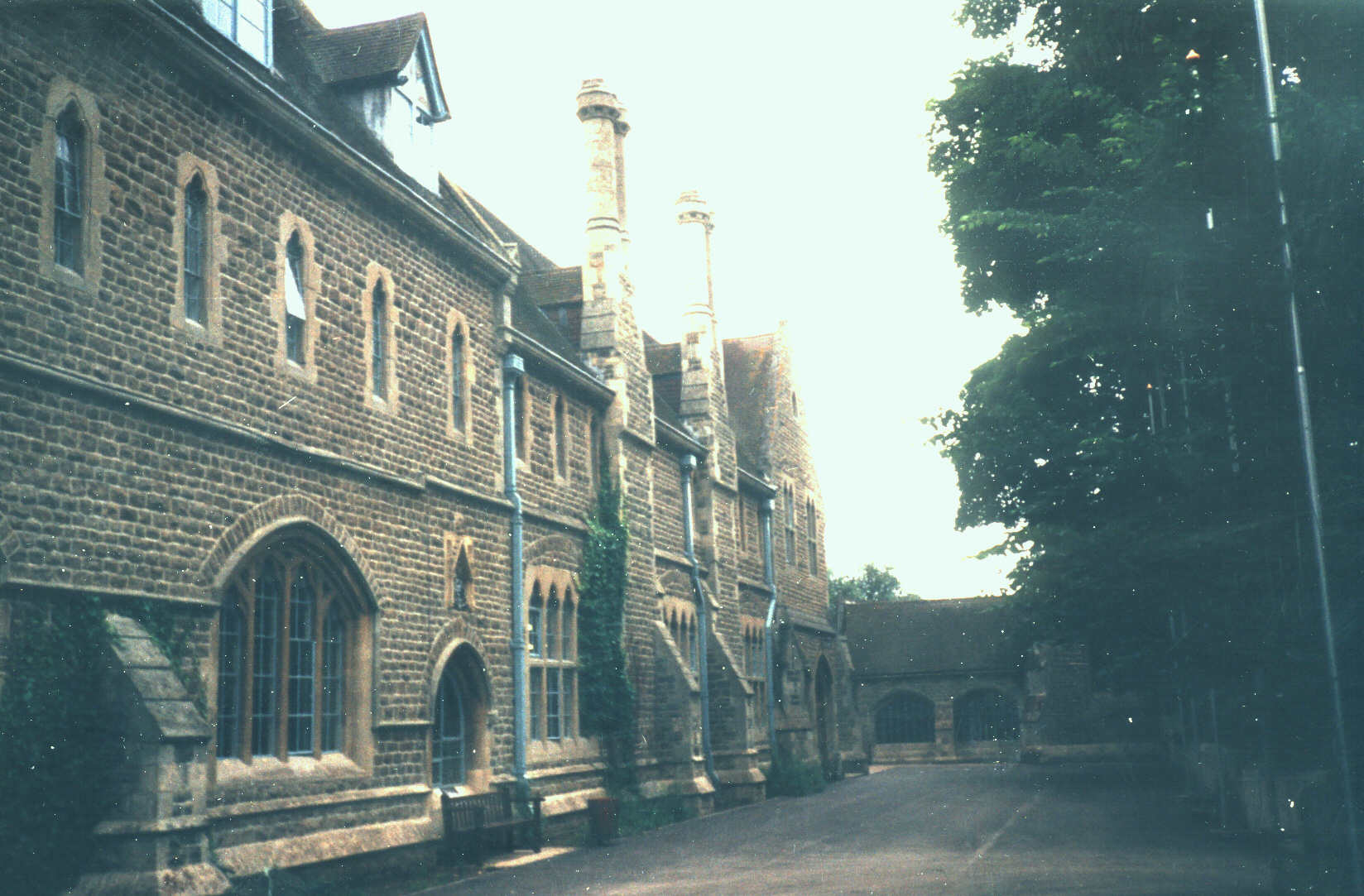
Altes Gebäude
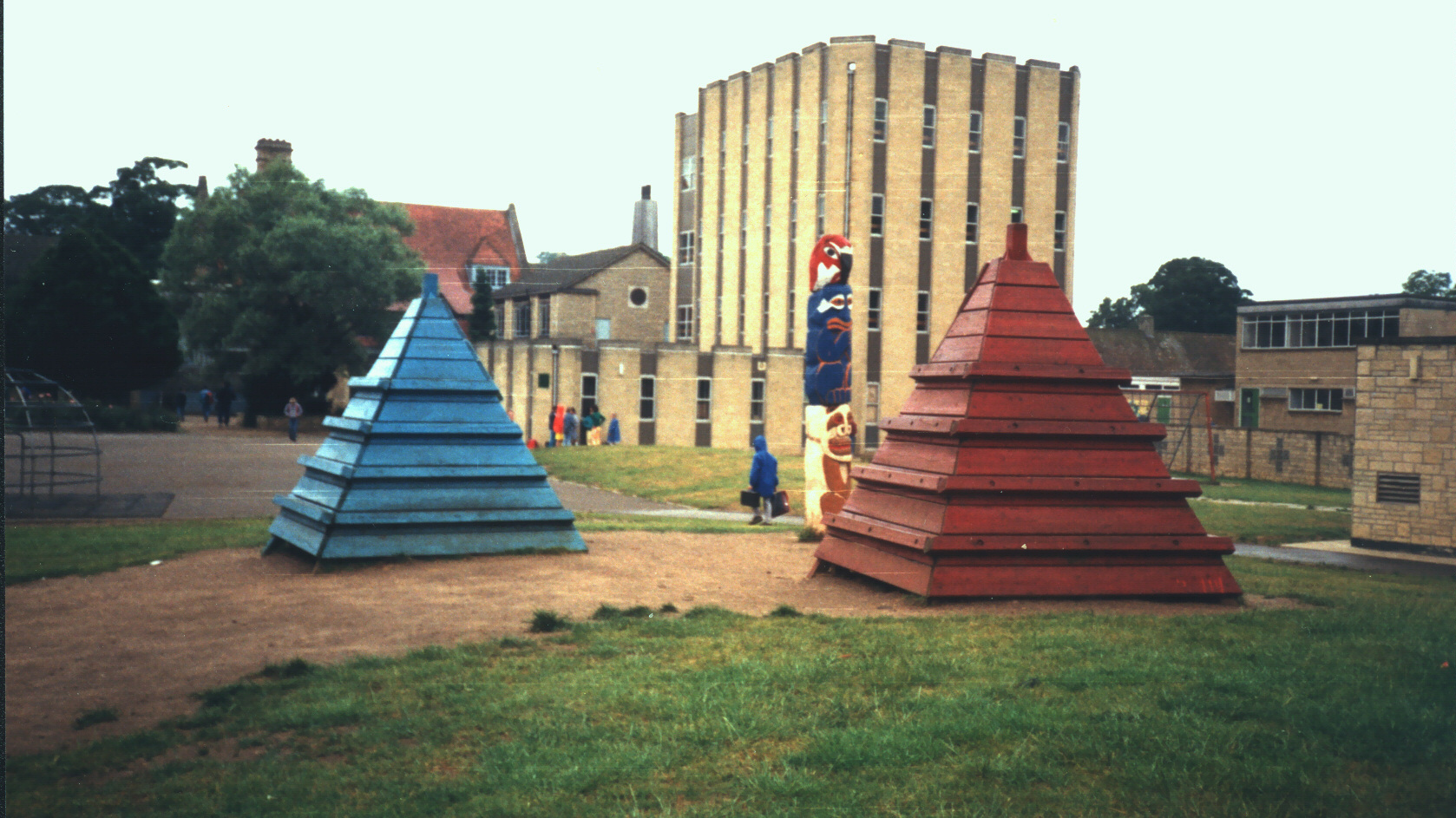
Spielgelände und Tower Block
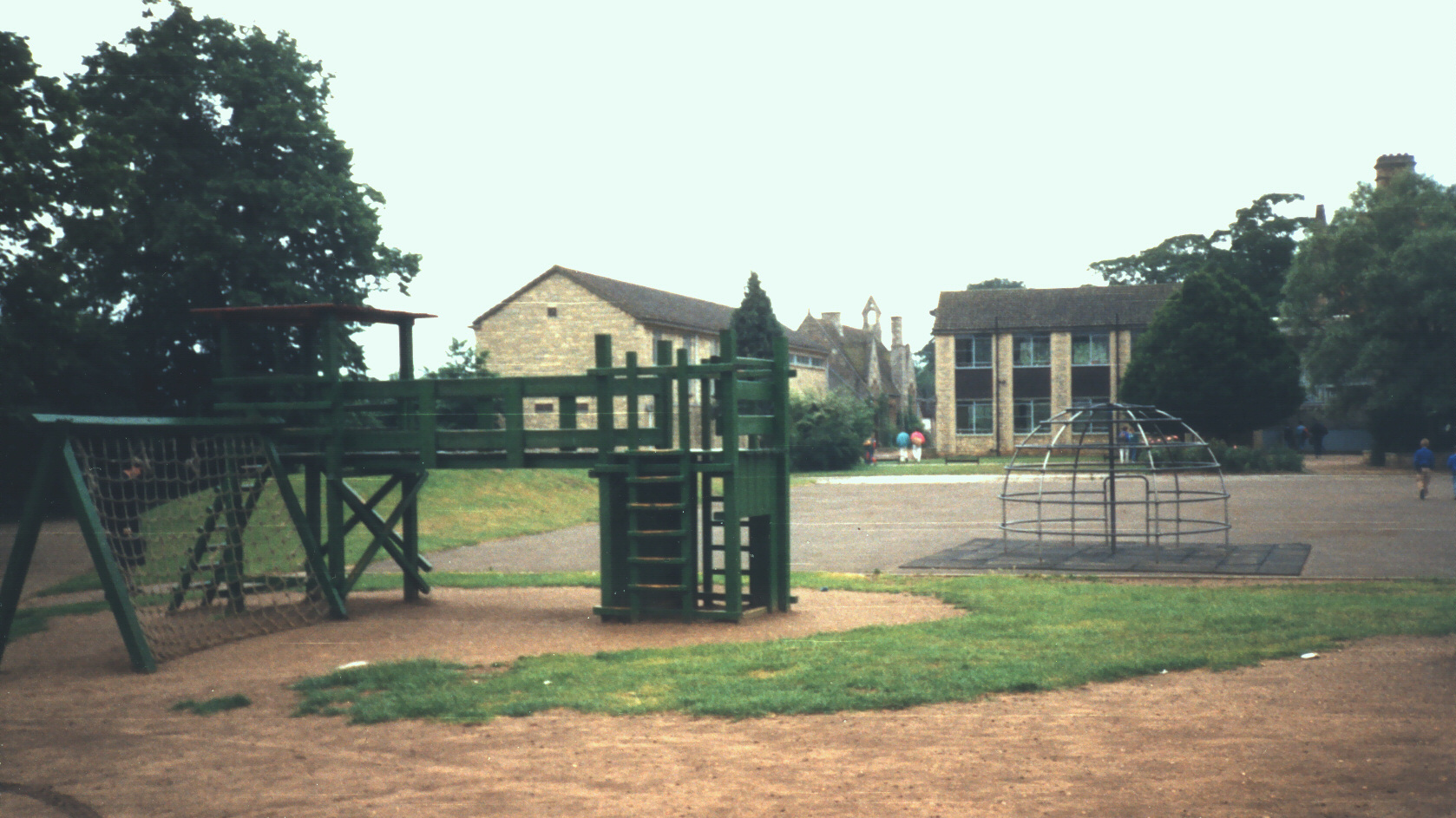
Blick auf das Schulgelände